# Giovanni Falorni
Giovanni Falorni (Pontedera, 1862 – Pontedera, 7 febbraio 1944) è stato un compositore e direttore di banda italiano.

## Biografia
Nacque e visse sempre a Pontedera. Dal carattere schivo e privo di esibizionismo, ma con tenace volontà, studiò il contrappunto come autodidatta e si cimentò nella pratica di quasi tutti gli strumenti a fiato diventando ben presto esperto della strumentazione e poi valente direttore di banda.
Dal 1902 e fino alla sua morte diresse la Filarmonica 'Volere è Potere' della sua città e già da subito trionfò al Concorso Internazionale di Torino e a quello di Cannes due anni dopo, nel 1904. Dopo la prima guerra mondiale diresse i complessi bandistici di Buti, Crespina, Peccioli e Chianni, Dal 1922 al 1928 diresse la Filarmonica 'G. Verdi' di Empoli portandola dal nulla ad un elevatissimo livello tecnico collaborando coi compositori e musicisti locali come Giuseppe Cecchi e Pietro Fabiani. Suo successore nella direzione delle bande di Pontedera e Peccioli fu il suo allievo prediletto Arnaldo Bixio Daini.
Fra le sue composizioni ricordiamo:
- 'Omaggio a Bellini', poema sinfonico
- 'Il Cantico dei Cantici', poema sinfonico
- 'Il Fato', Opera in due atti
- 'Estella', Opera in tre atti
- 'Inerzia', sinfonia
- 'Marcia Civile'
- 'Marcia Rex'
- 'Marcia Riccardo'
- 'Marcia Sinfonica Albania'
- 'Marcia Sinfonica Vittorie Italiane'
- 'Mazurka Sirena'
- 'Marcia Sinfoniaca A Tirana'
- 'Marcia Spagnoletta'
- 'Marcia Veritas'
- 'Marcia A Sorrento'
- 'Marcia Fuochi Pirotecnici'
- 'Marcia Portovenere'
- 'Quartetto Merletti Antichi'
- 'Marcia Le Villane'
- 'Pot-pourri Ad Alta Tensione'
- 'La Gavotta di Luigetto' per quartetto

Innumerevoli le trascrizioni e fantasie d'opera per banda.
Fondatore e direttore di un gruppo mandolinistico, ha lasciato circa 250 composizioni e trascrizioni per questa formazione.
Durante i bombardamenti su Pontedera del 18 gennaio 1944 fu ferito gravemente e morì poche settimane dopo.